# Dzieci bogów
Dzieci bogów (ang.: Children of the Gods) – pilotażowy odcinek amerykańskiego serialu Gwiezdne wrota. Premiera odbyła się 27 lipca 1997. Od dnia 21 lipca 2009 roku jest możliwość kupna wersji reżyserskiej na DVD z nowymi efektami specjalnymi oraz scenami wyciętymi.

## Streszczenie
Po wydarzeniach przedstawionych w filmie Gwiezdne wrota minął rok. Wrota stoją nie używane w byłej bazie w górze Cheyenne. Gdy przez wrota przechodzi Apophis wraz z dwoma Jaffa i porywają jedną z żołnierzy pilnujących wrót na przesłuchanie zostaje wezwany Jack O’Neill. Po przesłuchaniu na jaw wychodzi fakt iż gdy wraz z grupką żołnierzy i jednym naukowcem przeszli przez wrota nie wykonali całkowicie swojej misji a fakt ten zataili. Aby zapobiec wysłaniu na Abydos bomby, która zabiłaby niewinnych ludzi Jack O’Neill ponownie zbiera zespół wojskowych aby wyruszyć na obcą planetę i dowiedzieć się co tak naprawdę się dzieje. Po przybyciu na miejsce spotyka Daniela Jacksona, który informuje go, że z ich strony nikt przez wrota nie przechodził. Daniel zaprowadza ich do ukrytej komnaty w której znajdują się adresy do setki innych planet korzystających z systemu gwiezdnych wrót. W trakcie tej wizyty na Abydos przybywa Apofis, który porywa Sha're (żonę Jacksona) oraz Ska'ara. Po powrocie na Ziemię Pentagon postanawia stworzyć SGC wraz z kilkuosobowymi zespołami, które będą badać inne planety. Pierwszym światem na jaki wyruszy SG-1 jest planeta na którą została porwana żołnierka – Chulak. Po dotarciu na miejsce SG-1 zostaje złapana i uwięziona. W czasie przetrzymywania dowiadują się, że Apophis poszukuje nosicielki dla swojej żony Amounet oraz dla syna Klorela. Na to miejsce zostają wybrani Sha're oraz Ska'ara. Gdy więźniowie (wraz z SG-1) mieli już zostać zabici, Jack O’Neill przekonuje Teal'ca (przyboczny Apofisa), że może pomóc tym ludziom i uwolnić Jaffa spod tyrani Goa’uldów. Z pomocą nowego sprzymierzeńca udaje im się bezpiecznie wrócić na Ziemię.

## Kluczowe wydarzenia
- Apofis trafia na Ziemię przez wrota.
- Daniel Jackson wraca na Ziemię.
- Okazuje się, że istnieje cała sieć wrót prowadząca do tysięcy różnych światów.
- Teal'c sprzeciwia się Apofisowi i dołącza do Ziemian.
- Powstaje SGC.